# Sobre Todas as Coisas
Sobre Todas as Coisas é o décimo primeiro álbum da cantora e compositora brasileira Zizi Possi, lançado em 1991, pela gravadora Eldorado.
O trabalho é considerado um marco em sua carreira, e surgiu como um registro do aclamado e exitoso show acústico que estreou em Curitiba, em 1990. As canções do show foram arranjadas com três instrumentos: piano, violoncelo, e percussão.
Após a baixa repercussão de seu trabalho anterior, "Estrebucha Baby" (1989), e problemas pessoais devido à separação de Líber Gadelha, Possi buscou novos caminhos. Um convite para um show em Curitiba levou à concepção do espetáculo com arranjos minimalistas. Uma gravação não oficial do show resultou na ideia de lançar um disco, que foi apresentado à gravadora Eldorado.
O álbum, mantendo a essência do show original, recebeu elogios da crítica especializada pela sonoridade minimalista e interpretações elegantes de Possi. Recebeu uma nomeação ao Prêmio Sharp de 1991 e ganhou o prêmio de "Melhor Cantora do Ano". 
Comercialmente, alcançou sucesso, atingindo o topo das listas de álbuns mais vendidos de MPB.

## Antecedentes
Após a baixa repercussão de seu trabalho anterior, Estrebucha Baby, de 1989, Possi encontrava-se em meio a problemas de ordem pessoal (separando-se de Líber Gadelha, que era compositor, diretor e produtor de alguns de seus discos e shows) e frustrações com as vendas daquele que, até então, considerava o seu melhor disco.
Possi atribuiu o desempenho do disco, a fraca divulgação que a sua gravadora, PolyGram, tinha dado. Um novo presidente assumiu o cargo e ao questioná-la sobre uma forma de reatar os laços e a parceria (que durou 12 anos e rendeu 11 discos gravados), a cantora pediu a liberação do contrato.
Nessa época, empresários do Teatro Paiol, de Curitiba, pediram um show, e ela o dirigiu em parceria com Jetter Garotti e Marcus Suzano. Os três tiveram a ideia de gravar clássicos da música brasileira com uma instrumentação minimalista. Após o êxito, o show seguiu para o Rio de Janeiro e um violoncelista foi integrado, formando um trio.

## Produção e gravação
Após um encontro com um fã, no qual ele pediu um autógrafo em uma fita com o espetáculo gravado (ilegalmente), Possi teve a ideia de lança-lo em um disco e utilizou a gravação para apresentá-la ao dono da gravadora Eldorado.
Na reunião com o dono da gravadora, ele afirmou que não tinha dinheiro, mas comprometeu-se a pagar os custos da gravação e lançá-lo no mercado, o que satisfez a cantora, que exigiu apenas que não houvesse mudança nas suas ideias e tentativas de tornar o projeto mais comercial.
O álbum é exatamente como o show - que foi concebido, arranjado e dirigido cênica e musicalmente por ela - com os mesmos músicos e arranjos minimalistas.

## Recepção crítica
| Críticas profissionais | Críticas profissionais |
| Avaliações da crítica  | Avaliações da crítica  |
| Fonte                  | Avaliação              |
| ---------------------- | ---------------------- |
| O Pioneiro             | [ 7 ]                  |
| Tribuna da Imprensa    | Favorável              |

A recepção da crítica especializada foi aclamadora. 
Luiz Carlos Fetter, do jornal O Pioneiro, notou que Possi restringiu-se "a sua região vocal e [ao] gênero [musical escolhido]" contrapondo-se ao ecletismo dos discos anteriores que possuíam "múltiplas referências rasteiras e superficiais". Elogiou a sonoridade minimalista e "anticonvencional", os "vocais contidos e interpretações elegantes" e deu uma cotação de quatro (sendo cinco o máximo).
Ricardo Ribeiro, do jornal Tribuna da Imprensa, disse que ela utilizou-se da fórmula perfeita: "uma mistura de sons com pérolas da música popular brasileira, e, [...] uma overdose de boa voz".
Em relação a premiações, recebeu uma nomeação ao Prêmio Sharp de 1991, no gênero MPB, na categoria de melhor disco (que foi vencido pelo Song Book Noel Rosa) e venceu como "Melhor Cantora do Ano".

## Desempenho comercial
Comercialmente, segundo o jornal O Fluminense, de 30 de setembro de 1991, vendeu mais de 40 mil cópias em quatro meses de lançamento e apareceu no primeiro lugar em listas de álbuns mais vendidos do gênero MPB.

## Lista de faixas
- Créditos adaptados do LP Sobre Todas as Coisas, de 1991.[11][12]

| Lado A |                                             |                                                                                              |         |  |
| N.º    | Título                                      | Compositor(es)                                                                               | Duração |  |
| 1.     | "Citações / Onde Está Você / Com Que Roupa" | Marcos Suzano, Lui Coimbra, Alex Meirelles / Oscar Castro Neves, Luvercy Fiorini / Noel Rosa | 5:33    |  |
| 2.     | "Sentimental Demais / Dedicado a Você"      | Jair Amorim, Evaldo Gouveia / Dominguinhos, Nando Cordel                                     | 5:23    |  |
| 3.     | "Gato Gaiato (Não Minto Pra Mim)"           | Jean Garfunkel, Paulo Garfunkel, Prata                                                       | 4:18    |  |
| 4.     | "Corsário"                                  | Aldir Blanc, João Bosco                                                                      | 2:36    |  |
| 5.     | "Alvorada / Eu Te Amo"                      | Carlos Cachaça, Cartola, Hermínio Bello de Carvalho / Chico Buarque, Tom Jobim               | 4:45    |  |
| 6.     | "Sobre Todas as Coisas"                     | Chico Buarque, Edu Lobo                                                                      | 2:56    |  |

| Lado B |                     |                             |         |  |
| N.º    | Título              | Compositor(es)              | Duração |  |
| 1.     | "Barato Total"      | Gilberto Gil                | 2:31    |  |
| 2.     | "Isla Para Dos"     | Cheín García, Alonso        | 2:51    |  |
| 3.     | "Rebento"           | Gilberto Gil                | 3:46    |  |
| 4.     | "A Paz"             | Gilberto Gil, João Donato   | 4:27    |  |
| 5.     | "O Que é o Que é"   | Gonzaguinha                 | 4:21    |  |
| 6.     | "Menino de Braçanã" | Arnaldo Passos, Luiz Vieira | 3:07    |  |